# Blinkerwall
Blinkerwall er en stenmur på bunden af Mecklenburg Bugt i Østersøen omkring ti kilometer fra Tysklands kyst. Muren ligger på havbunden i en dybde på 21 meter og er 970 meter lang.
Muren menes at være bygget i stenalderen for omkring 11.000 år da området ikke var dækket af hav. Den antages at være bygget for at kunne lede flokke af rensdyr mod et sted hvor man man kunne ligge på lur og nedlægge dyrene.
Blinkerwall blev opdaget i 2021 af seniorforsker Jacob Geersen og nogle studerende ved Leibniz-Institut für Ostseeforschung (de) (Leibniz-instituttet for Østersøforskning). De navngav muren Blinkerwall efter området Blinkerhügel i Mecklenburg Bugt. Opdagelsen af muren blev offentliggjort i tidsskriftet Proceedings of the National Academy of Sciences of the United States of America (en) (PNAS) i februar 2024.